# 东园镇 (惠安县)
东园镇是中国福建省泉州市惠安县下辖的一个镇，现由泉州台商投资区管辖。

## 历史沿革
- 1958年，设上游公社东园管区。
- 1961年，改设东园公社。
- 1984年，成立东园乡。
- 1989年，东园乡改为东园镇。
- 2010年，移交泉州台商投资区托管。
- 2023年2-3月，东园镇原有11个村民委员会改设为居民委员会，原行政村变更为社区。[1]

## 行政区划
东园镇政府驻东园街。并管辖11个社区、6个行政村，分别是：
东园社区、龙苍社区、灵溪社区、仑山社区、锦峰社区、玉坂社区、凤浦社区、溪庄社区、上林社区、阳光社区、群青社区
锦厝村、长新村、下垵村、后港村、琅山村、秀涂村。
1. ↑  .   [2023-03-07]. （原始内容存档于2023-03-07）.